# The Fuel of Life
The Fuel of Life é um filme de drama mudo estadunidense de 1917, dirigido por Walter Edwards e estrelado por Belle Bennett, Eugene Burr e Texas Guinan.

## Elenco
- Belle Bennett como Angela De Haven
- Eugene Burr como Rader
- Texas Guinan como Violet Hilton
- Tom Guise como Goldman
- Edward Hayden como Velho Creede
- Lee Hill como Roger De Haven
- Estelle La Cheur como Sra. Goldman
- Alberta Lee como Sra. Spalding
- Frank Newburg como Bob Spalding
- Lee Phelps como Leonard Durant
- J. Barney Sherry como Bragdon Brant
- Margaret Shillingford como Sra. Van Der Croot